# Albertsjön
Albertsjön (andra namn är Albert Nyanza, Lake Mwitanzige och tidigare Mobutu Sese Seko-sjön) är en sjö på gränsen mellan Uganda och Kongo-Kinshasa. Den räknas till en av de stora sjöarna och är Afrikas sjunde största sjö.
Albertsjön är den nordligaste i kedjan av sjöar i Östafrikanska riftsystemet. Den täcker en areal av 5 300 km² - ungefär 160 km lång och 30 km bred, med ett största djup på 51 meter och ett medeldjup på 25 meter. Ytan ligger 619 meter över havsnivå.
Albertsjön är en del i det komplicerade system som utgör övre Nilen. Dess största källa är Victorianilen, som ursprungligen kommer från Victoriasjön i sydost och Semliki, som utgår från Edwardsjön i sydväst. Albertsjöns utlopp i dess norra spets är Vita Nilen.
År 1864 blev Samuel Baker och Florence Baker de första europeiska upptäcktsresandena att se sjön. Sjön fick sitt engelska namn, Lake Albert, efter den då nyligen avlidne prins Albert, make till drottning Viktoria.